# Coussarea petiolaris
Coussarea petiolaris là một loài thực vật có hoa trong họ Thiến thảo. Loài này được (Benth.) Standl. mô tả khoa học đầu tiên năm 1930.